# サン・ジョヴァンニ・イン・フィオーレ
サン・ジョヴァンニ・イン・フィオーレ（イタリア語: San Giovanni in Fiore）は、イタリア共和国カラブリア州コゼンツァ県にある、人口約17,000人の基礎自治体（コムーネ）。

## 地理

### 位置・広がり

#### 隣接コムーネ
隣接するコムーネは以下の通り。括弧内のKRはクロトーネ県、CZはカタンザーロ県所属を示す。
- アプリリアーノ
- ボッキリエーロ
- カックーリ (KR)、
- カザーリ・デル・マンコ
- カステルシラーノ (KR)
- コトロネーイ (KR)
- ロンゴブッコ
- サヴェッリ (KR)
- タヴェルナ (CZ)

## 行政

### 分離集落
サン・ジョヴァンニ・イン・フィオーレには、以下の分離集落（フラツィオーネ）がある
- Acquafredda, Cagno, Carello, Ceraso, Fantino, Germano, Lorica, Monteuliveto, Rovale, Serra San Bernardo, Serrisi, Torre Garga